# Усман Кулібалі
Усман Кулібалі (фр. Ousmane Coulibaly, нар. 9 липня 1989, Париж) — малійський футболіст, захисник грецького клубу «Панатінаїкос» та національної збірної Малі.

## Клубна кар'єра
У дорослому футболі дебютував 2007 року виступами за команду нижчолігового клубу «Мант», в якій провів один сезон.
Своєю грою за цю команду привернув увагу представників тренерського штабу клубу «Генгам», до складу якого приєднався 2008 року. Відіграв за команду з Генгама протягом наступного сезону кар'єри лише дві гри у чемпіонаті.
До складу «Бреста» приєднався 2009 року. Відіграв за команду з французького Бреста 39 матчів в національному чемпіонаті.
В серпні 2014 року перейшов до клубу грецької Суперліги «Платаніас» на правах вільного агента, де провів два сезони, після чого був за 250 тис. євро проданий до «Панатінаїкоса» .

## Виступи за збірну
На рівні збірних прийняв пропозицію захишати кольори своєї історичної батьківщини і 2011 року дебютував в офіційних матчах у складі національної збірної Малі. Наразі провів у формі головної команди країни 4 матчі.
У складі збірної був учасником Кубка африканських націй 2012 року у Габоні та Екваторіальній Гвінеї, на якому команда здобула бронзові нагороди, а також Кубка африканських націй 2013 року у ПАР.
В подальшому зіграв і на континентальних першостях 2015 та 2017 років.

## Титули і досягнення
- Бронзовий призер Кубка африканських націй: 2012, 2013